# 山田珠樹
山田 珠樹（やまだ たまき、1893年（明治26年）2月26日 - 1943年（昭和18年）11月24日）は、日本のフランス文学者。東京帝国大学の助教授および司書官を務めた。フランス文学者として、辰野隆、鈴木信太郎らと東大仏文科を興し、司書官として、関東大震災後の東大図書館の復興に力を尽くした。また、森茉莉の最初の夫としても知られる。

## 略歴
1893年、東京市芝区（現・港区）に生まれた。父の山田暘朔は商館の小僧から一代で身代を築いた人物で、輸入商会の経営者であった。
1911年に東京高等師範学校附属中学校（現・筑波大学附属中学校・高等学校）を卒業。第一高等学校を経て、1917年（24歳）、東京帝国大学文学部哲学科を卒業。この年、東京高師附属中時代からの2歳後輩である鈴木信太郎らと同人誌『ろざりよ』を創刊。
1919年、森鷗外の長女・茉莉と結婚し、爵と亨の二子を得るも、1927年、茉莉の意思で離婚。その理由の一つは山田の芸者遊びであり、離婚したとき、山田は茉莉に「お前たち（茉莉と杏奴と類）が社会へ出られないようにしてやる」と脅迫したという。茉莉はまた「夜の夫が十分健康でなかった」とも述べている。
1921年4月（28歳）、文部省在外研究員としてフランスに留学し、パリのモンマルトルに逗留。ソルボンヌ大学で心理学を学び、ついでフランス文学を研究し、宿望のスタンダール文献を集めた。ヨーロッパ諸都市を巡り、1923年8月に帰国。
1924年1月（30歳）、東京帝国大学附属図書館事務取扱を嘱託され、同年4月からは併せて同大学文学部助手を命じられた。1925年6月からは兼任司書官となり、姉崎正治館長の片腕として関東大震災罹災後の東大図書館の復興に務め、10年間に80万冊の図書を整理した。図書館勤務の傍ら、文学部仏文科ではフランス小説史を講じた。1930年に仏文科専任となり、辰野隆、鈴木信太郎らとともに学科を支えた。学位論文として「スタンダール研究」を執筆したが、思うところあって筐底に蔵し、没後嗣子により出版された。
1934年（39歳）、肺結核のため東京大学を休職し、1936年3月に退官。鎌倉西御門の自邸を離れ、七里ヶ浜小坪のサナトリウムで養生生活を始める。 1943年11月24日、50歳にて死去。

## 著書

### 単著
- 『現代佛文學研究』（聚芳閣） 1926
- 『東門雑筆』（白水社） 1939
- 『フランス文學覚書』（白水社） 1940
- 『小展望』（六興商会出版部） 1942
- 『中世佛蘭西文學』（六興出版部） 1943
- 『ゾラの生涯と作品』（六興出版社） 1949.1
- 『スタンダール研究』（河出書房）1948.11

### 共著
- 『岩波講座 世界文學 一』（岩波書店） 1932
「流派の歴史写実主義」、「ゾラ」

### 翻訳
- 『商船テナシチィ、巡礼』（ヴィルドラック、春陽堂 フランス文學の叢書 劇の部 第八篇） 1926
  - 第一書房、近代劇全集18 佛蘭西篇 1927／創元文庫 1953
- 『赤毛』（ルナール、春陽堂 同 第九篇） 1926
- 『ツンベルグ日本紀行』（駿南社、異国叢書10） 1928[6] - フランス語訳からの重訳
- 『ヴァニナ・ヴァニニ』（スタンダール、新潮社、世界文學全集36 近代短篇小説集） 1929
- 『キメの歌唄い』（アナトール・フランス、白水社、アナトオル・フランス短篇小説全集5） 1930.1、改版2000
- 『人になりたい望』（リラダン、弘文堂、辰野隆選、リイルアダン短篇集 下） 1940／岩波文庫 1952、度々復刊

## 家族・親族
- 父 - 山田暘朔
- 兄弟 - 姉に幾子、愛子、弟に俊輔、豊彦、妹に富子
- 先妻 - 森茉莉 - 2人の結婚生活をモデルに小説『記憶の繪』を執筆。
長男 - 山田𣝣
次男[7]- 山田亨[8]
- 後妻 - 山田巴末